# Staré Hradiště
Staré Hradiště település Csehországban, a Pardubicei járásban. Staré Hradiště Kunětice, Němčice, Pardubice, Ráby és Srch településekkel határos. Lakosainak száma 2053 fő (2024. január 1.).

## Népesség
A település lakosságának változását az alábbi diagram mutatja:
| Lakosok száma | 857  | 876  | 846  | 958  | 1121 | 1170 | 1829 | 1900 | 1898 | 2053 |
|               | 1869 | 1890 | 1921 | 1950 | 1980 | 2001 | 2017 | 2019 | 2022 | 2024 |